# US dollar index
L'US dollar index (USDX o DXY) è un indice (o misura) del valore del dollaro statunitense in relazione a un paniere di valute straniere.
L'indice USDX viene calcolato come media geometrica ponderata del valore del dollaro rispetto a:
- euro (EUR), con peso di 57,6%;
- yen (JPY), con peso di 13,6%;
- sterlina britannica (GBP), con peso di 11,9%;
- dollaro canadese (CAD), con peso di 9,1%;
- corona svedese (SEK), con peso di 4,2%;
- franco svizzero (CHF), con peso di 3,6%.

La composizione del paniere di riferimento è stata modificata solo una volta, quando diverse valute europee sono state sostituite dall'euro all'inizio del 1999.
La quotazione dell'indice ebbe inizio nel marzo 1973, poco dopo lo smantellamento degli accordi di Bretton Woods. Il suo valore iniziale fu posto pari a 100. Da allora è stato negoziato raggiungendo un picco di 164,72 nel febbraio 1985 e una quotazione minima di 70,698 il 16 marzo 2008.
La quotazione dell'USDX è aggiornata in ogni momento in cui i mercati del dollaro USA sono aperti, e quindi dalla domenica sera (ora di New York, corrispondente alla prima mattina del lunedì in Asia) per 24 ore al giorno fino al tardo pomeriggio del venerdì (sempre ora di New York).
L'indice USDX può essere negoziato in futures sull'IntercontinentalExchange (ICE), ed è inoltre disponibile in exchange-traded fund (ETF), opzioni e fondi comuni di investimento.